# Економіка Ефіопії
Ефіо́пія — аграрна країна. Серед провідних галузей промисловості — хімічна, нафтопереробна, харчова, текстильна, металообробна, цементна.

## Історія
За даними [2001 Index of Economic Freedom, The Heritage Foundation]: ВВП — $ 6,7 млрд. Темп зростання ВВП — (-1 %). ВВП на душу населення — $ 110. Імпорт (промислові товари) — $ 1,7 млрд (г.ч. Італія — 10,1 %; США — 9,3 %; Японія — 8,1 %; Йорданія — 5,4 % — на 1997). Експорт (г.ч. сільськогосподарська продукція) — $ 1,1 млрд (г.ч. Німеччина — 22,4 %; Японія — 11,5 %; Італія — 9,4 %; Велика Британія — 4,6 % — на 1997).

## Сільське господарство
Провідну роль в економіці Ефіопії відіграє споживче сільське господарство, у якому на початку 1990-х років створювалося понад 50 % ВВП. В цей же період у ВВП росла частка торгівлі і послуг. З 1989—1990 по 1994—1995 фінансові роки щорічне зростання частки сфери послуг в ВВП становило 2,4 %. У 1993—1994 фінансовому році на сферу послуг припадало 22 % ВВП. У період 1960—1974 зростання виробництва не перевищувало 4 % річних. Революційні потрясіння знизили цей показник в 1974—1979 до 1,4 %. На початку 1990-х років намітилися ознаки оздоровлення економіки. З 1989—1990 по 1994—1995 фінансові роки середні темпи зростання ВВП становили 1,9 %. У 1996—1997 фінансовому році ВВП зріс на 7 %. Основним чинником поліпшення економічного становища стали іноземні позики і фінансова допомога.

## Промисловість
Обробна промисловість в Ефіопії розвинена слабко, і в 1993—1994 фінансовому році частка її продукції в ВВП становила всього 7 %. У основному функціонують підприємства по переробці сільськогосподарської продукції і легкої промисловості. Основні вироби обробної промисловості — тканини, продовольство (цукор, борошно, макарони, печиво, м'ясні консерви і томати), пиво, взуття, цемент, мило, алкогольні напої, ліки і олії. Ремісники виготовляють одяг, вироби з дерева, килими і ювелірні вироби. Підприємства обробної промисловості зосереджені поблизу міських центрів — Аддис-Абеби, Харера і Дауа. З 1989—1990 по 1994—1995 фінансові роки середньорічні темпи зростання промислового виробництва становили 1,6 %.

## Транспорт
Транспорт переважно автомобільний та залізничний. Літаки ефіопської державної авіакомпанії літають у всі штати країни, а також зв'язують Аддис-Абебу з країнами Європи, Азії і Африки.

## Енергетика
Розвиток промисловості стримується через недостачу електроенергії, хоч країна володіє великим гідроенергетичним потенціалом, який оцінюється приблизно в 60 млрд кВт·год.